# Egg Island
Egg Island est une île inhabitée des Bahamas administrativement relié au district de Spanish Wells (archipel d'Eleuthera).
Cet îlot ne fait que 800 m2 et possède un récif corallien qui l'entoure entièrement. Cela en fait une zone très protégée pour la faune marine.
L'île est devenue célèbre dans les années 1980 lorsque Arne Molander  a prétendu qu'il s'agissait de  Guanahani, la première île où Christophe Colomb avait débarqué lors de son voyage au Nouveau Monde en 1492.

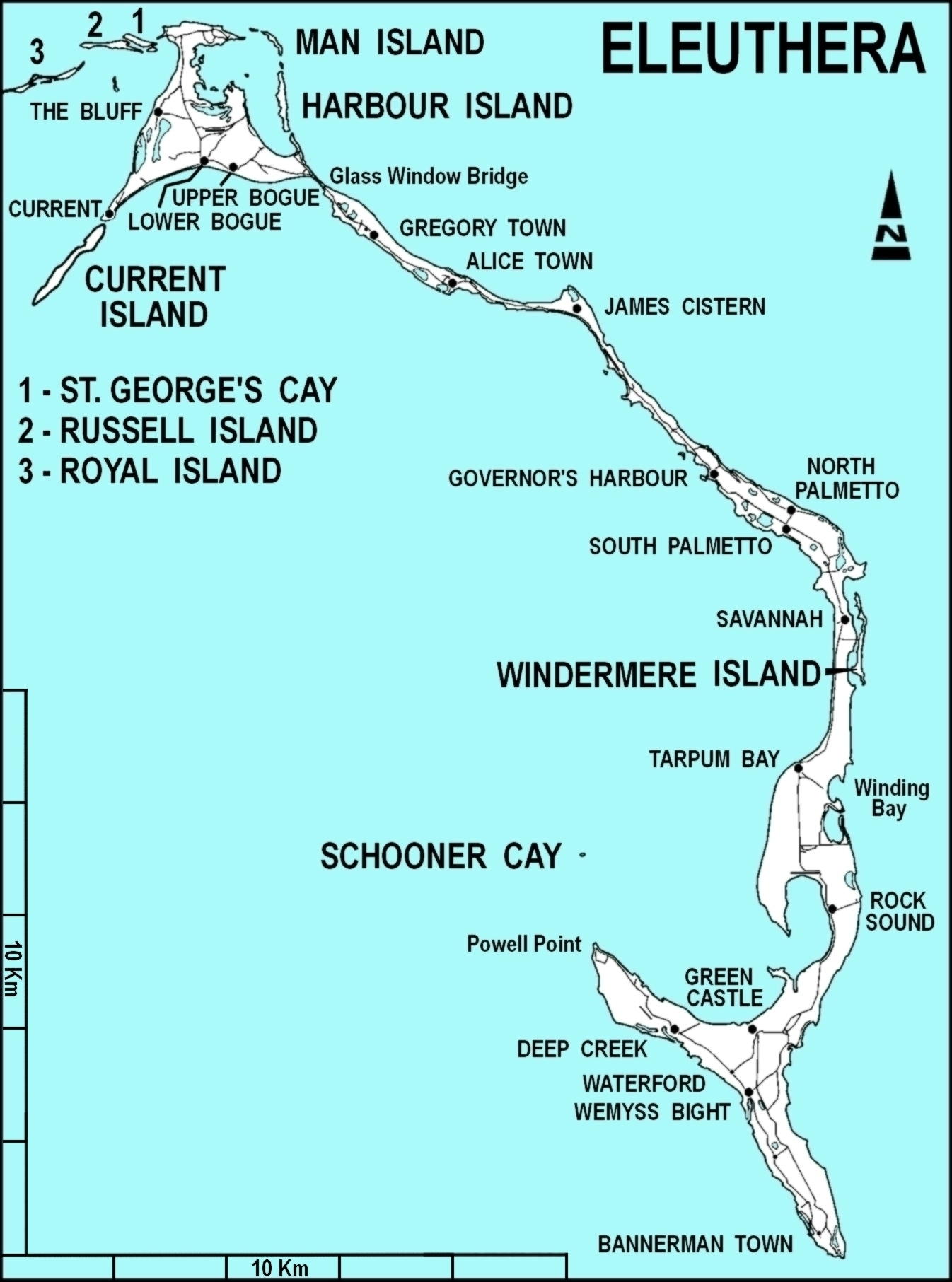
Eleuthera